# Ärtsoppa

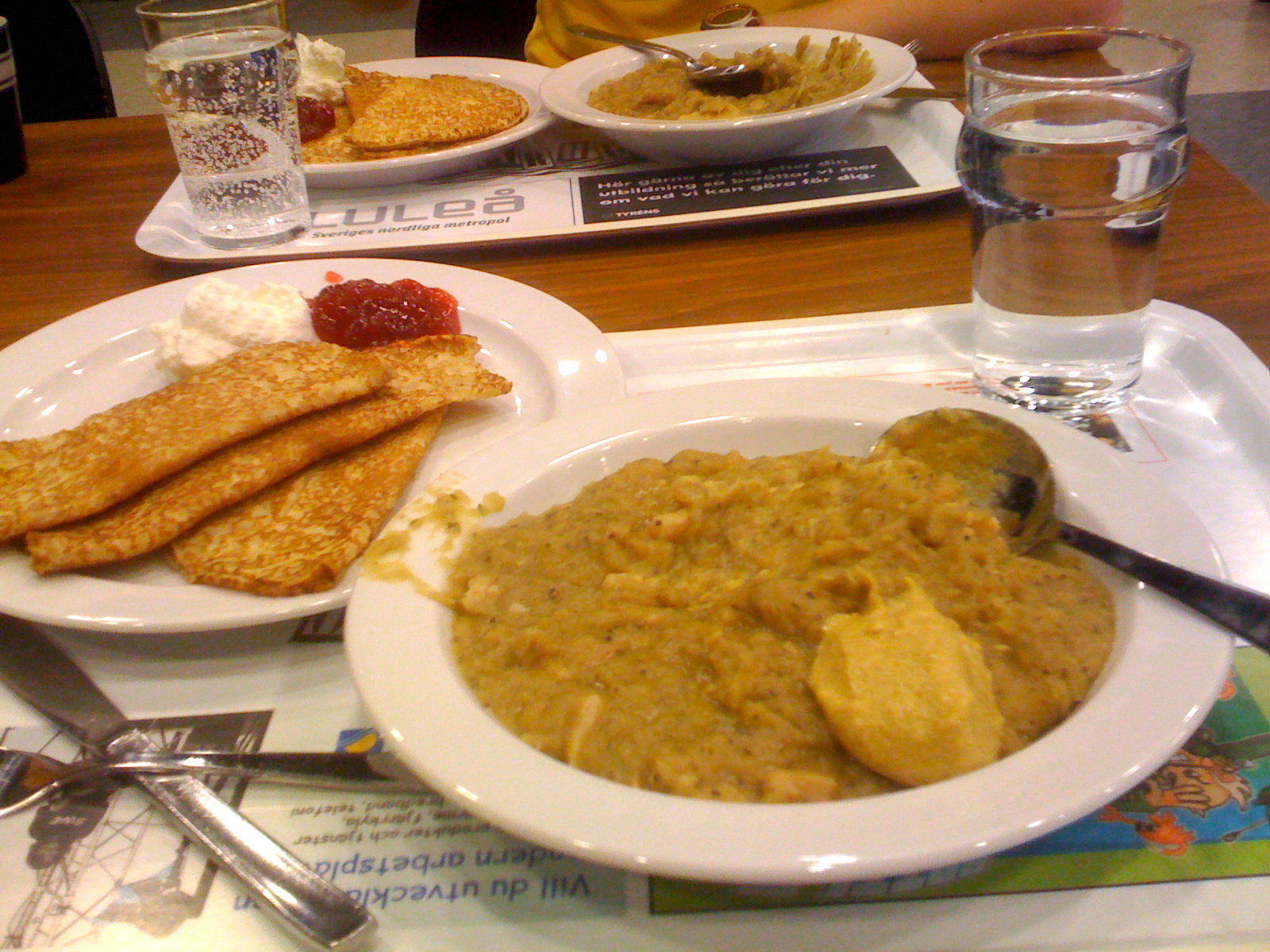
Svensk ärtsoppa och pannkakor.

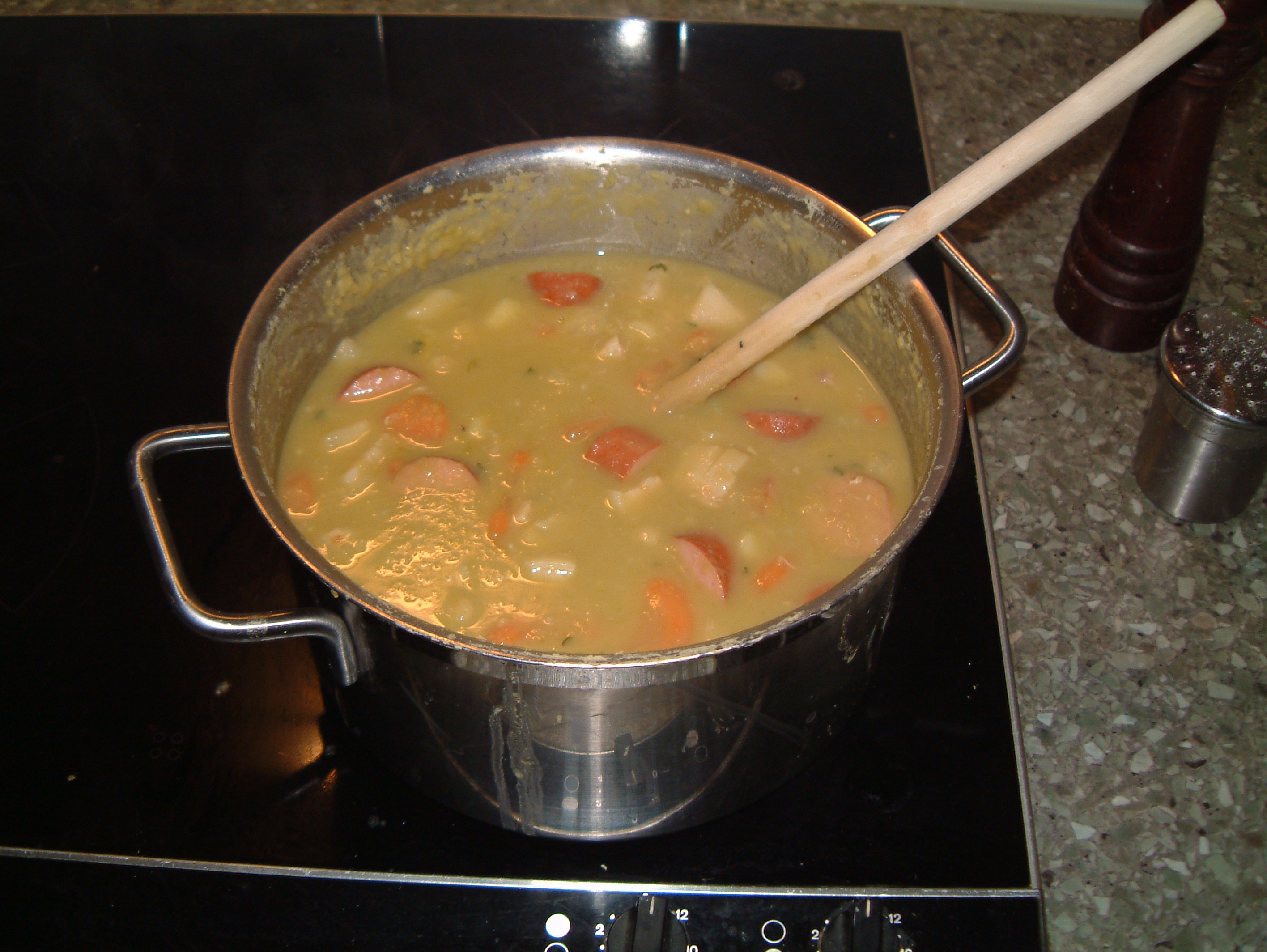
Nederländsk ärtsoppa

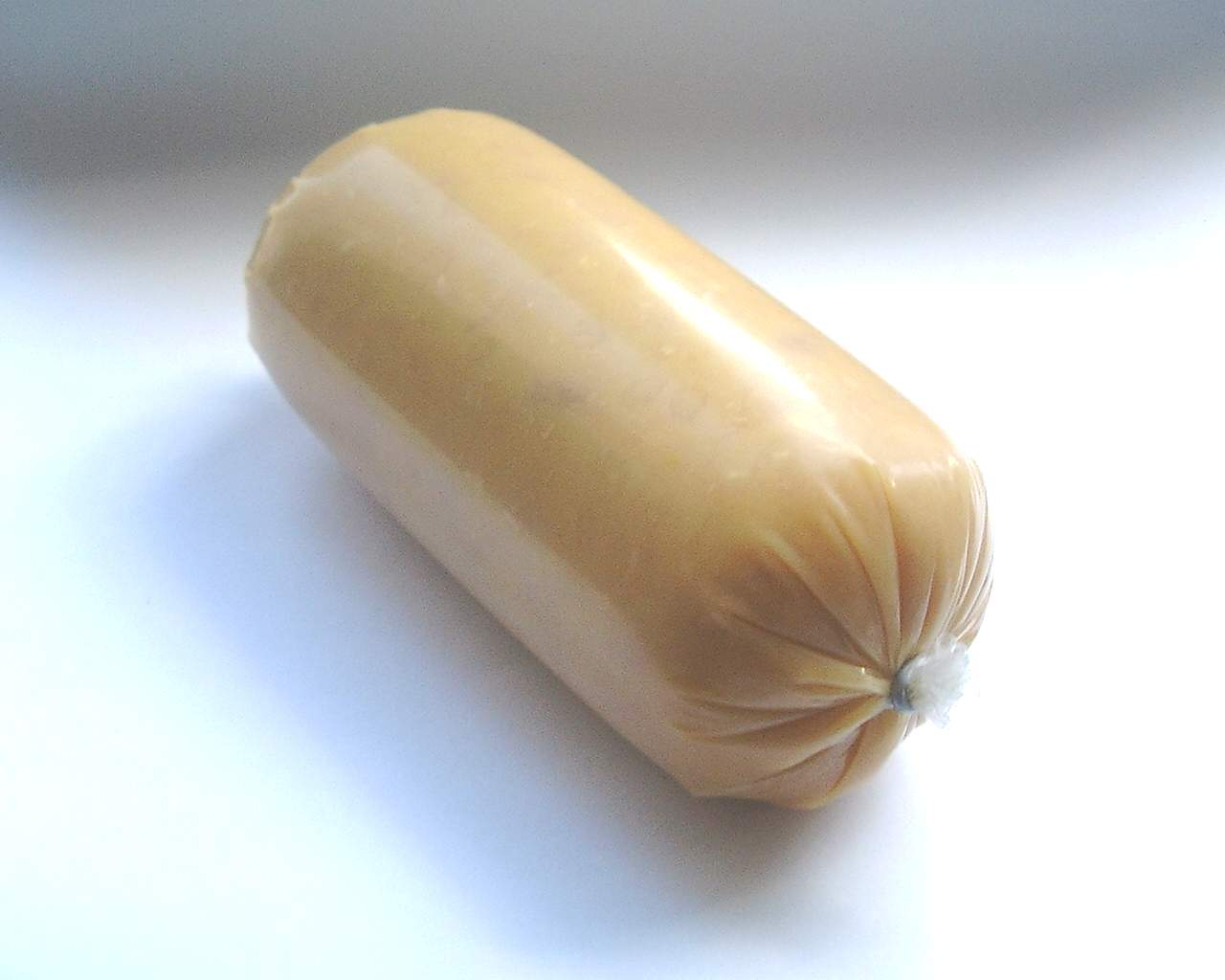
Färdiglagad svensk ärtsoppa i så kallat rullpack.

Ärtsoppa, i Sverige även känt som ärtor med fläsk eller ärter med fläsk, är en klassisk maträtt i husmanskosten som tillagas på liknande sätt i många länder. Ingredienserna är bland annat gula ärtor, spad från kokt fläsk, lök och kryddor (vanligen peppar, senap, timjan och mejram). Ärtsoppa representerar den typ av matlagning i det traditionella allmogeköket där man lagade maten över elden på den öppna härden i en enda kittel i vilken man regelmässigt blandade vegetabiliska och animaliska råvaror. I vegetariska varianter av ärtsoppa avstår man från fläsk och fläskspad. Ärtsoppa har ett mycket högt biologiskt värde.

## Ärtsoppa internationellt
Ärtsoppa förekommer främst i Europa, USA och Kanada. I vissa länder, till exempel Nederländerna, är det en nationalrätt. Rätten är dessutom populär i Ryssland, Iran, Irak och Indien. I Indien kryddas den med curry.

### Sverige

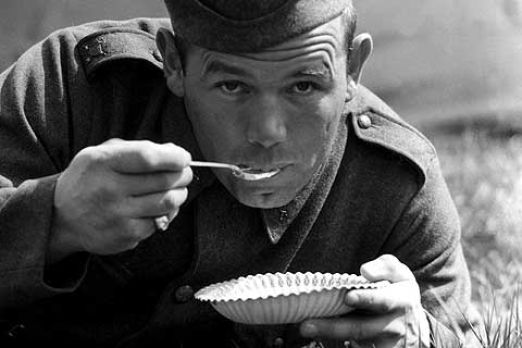
Ingemar Johansson äter ärtsoppa i filmen För tapperhet i tält från 1965.

Ärtsoppa är en relativt vanlig maträtt, särskilt inom militären och skolorna. I Sverige är konsumtion av ärtsoppa belagt åtminstone sedan 1200-talet. Ärtsoppa med fläsk hörde till författaren August Strindbergs absoluta favoriträtter. "Gudamat" kallade han den. Det sägs att kung Erik XIV blev förgiftad av arsenik i ärtsoppa 1577. Det är fastställt att han avled av arsenikförgiftning, men det saknas säkra bevis på att arseniken fanns i ärtsoppa.
En gammal tradition i Sverige är att servera ärter med fläsk på torsdagar. Under den katolska tiden var fredag en köttfri dag och då kunde man äta ärter med fläsk som torsdagsmat i Sverige. Ärter med fläsk eller alternativt kött var då redan en vanlig maträtt.
Den katolske biskopen Hans Brask hade i sin hushållsbok från 1520-talet två veckodagsplacerade ärtsoppor, dels på måndagar (en fastedag, och då serverad med sälspäck som räknades som fisk) och dels på fredagar (en fastedag och då serverad vegetarisk).
Enligt en bok av Mats Morell från 1989 hänger torsdagsplaceringen samman med utvecklingen av lasaretts- och fattighusmåltidsordningar från 1600-talet och framåt. Bland annat serverade Västerås hospital år 1620 ärtsoppa med fläsk eller kött på torsdagar, och det fortsatte på 1730-talet. Denna typ av offentliga kök gjorde stora årliga livsmedelsupphandlingar och behövde då bestämma matsedeln lika lång tid i förväg enligt ett rullande veckoschema, vanligen i tvåveckorsintervaller. Den allmänna värnplikten och regementsmatsalarna byggdes i början av 1900-talet men också skolmatsalarnas menyer skapades när skolmaten blev allmän på 1950-talet. De offentliga kökens repetitiva matsedlar betydde mycket för att popularisera denna husmanskost. Ärtsoppa med fläsk fick också torsdagsplacering hos kyrkoherden Widebeck i Jäder utanför Strängnäs på 1790-talet, men på fredagar åt han den utan något kött eller fisk, och samtidigt fick hans tjänstefolk ärtvälling med kokt fläsk (alternativet får- eller svinrygg) på torsdagar. Kyrkoherdens pigor och drängar kunde också ibland få ärtsoppa med sill.
Kokt, salt fläsk var en ovanlighet i medeltidens kokkonst men ärtorna var ett festligt alternativ till kål och rovor. Olika köttslag har serverat i ärtsoppan genom tiderna från nötkött, fårkött till fisk och säl. På 1800-talets andra hälft ökar svinproduktion stort i Sverige och då blir ärtsoppa med fläsk det billigaste köttet att ha i soppan. Av tradition serveras numera ibland varm punsch till ärtsoppa. Det finns ingen dokumenterad förklaring till det. Någon form av pannkaka med sylt brukar serveras som efterrätt till ärtsoppa, men det är en senare tradition.
Forna tiders svenska krigshärar hade ärtsoppa och surströmming som basföda, eftersom torkade ärtor och surströmming har lång hållbarhet.

### Finland

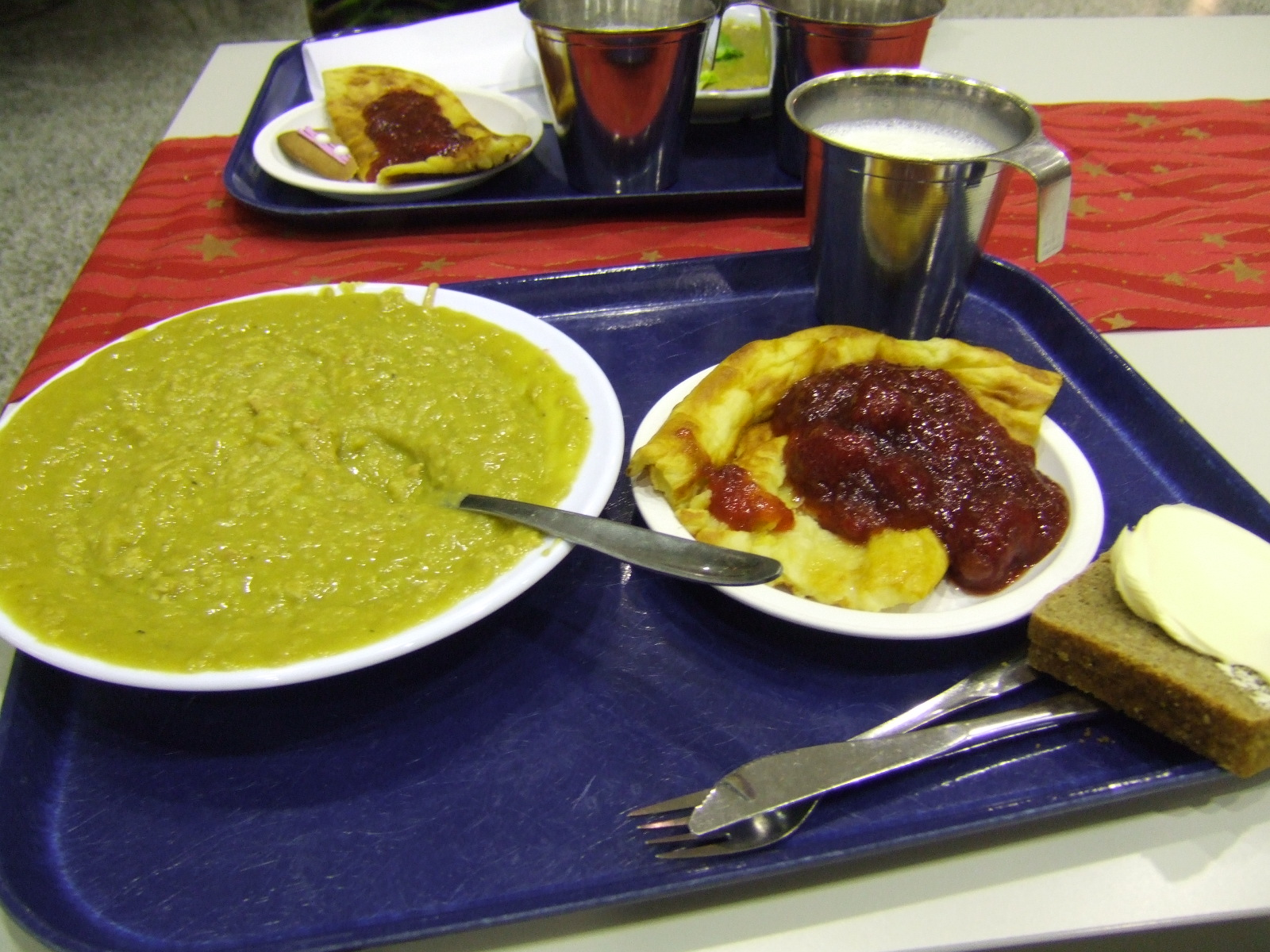
Ärtsoppa, som den serveras på en torsdag i finska armén.

I hela Finland är det en mycket vanlig maträtt. Ärtsoppan tillagas på gröna ärtor istället för gula, och kokas i tre timmar istället för en och en halv, som är det brukliga. Den långa koktiden ger en grötaktig konsistens. I Karelen och södra Savolax har ärtsoppa varit huvudrätt på bröllop och begravningar.

### Norge
I Norge tillagades ärtsoppa traditionellt på våren och vid påsk. För att få mer färg på ärtsoppan innehåller den, till skillnad från Sverige och Finland, även potatis, morot och grönsaker.

### Danmark
I Danmark kallas ärtsoppa för gule ærter och även där tillsätts rotfrukter och grönsaker i soppan. Fläsk/korvar och senap serveras som tillbehör vid sidan om.

### Island
På Island används saltat lammkött till ärtsoppan. Där serveras ärtsoppa ofta på fettisdagen.